# Wetton Downes
Wetton/Downes je první studiové album dvojice Wetton/Downes. Album vyšlo v roce 2002 pod značkou Stallion Records. Producenty alba byli John Wetton a Geoff Downes.

## Seznam skladeb
| Pořadí | Název                        | Autor          | Délka |
| ------ | ---------------------------- | -------------- | ----- |
| 1.     | Walking On Air               | Wetton, Downes | 4:31  |
| 2.     | I Would Lie For You          | Wetton, Downes | 3:11  |
| 3.     | Only You                     | Wetton, Downes | 5:41  |
| 4.     | Running Out Of Time          | Wetton, Downes | 4:11  |
| 5.     | Soul                         | Downes         | 4:16  |
| 6.     | Just As Long (As I Need You) | Wetton, Downes | 4:13  |
| 7.     | Don't Say It Again           | Wetton, Downes | 3:28  |
| 8.     | Oh! Carolann                 | Shifrin        | 5:22  |
| 9.     | Kari-Ann                     | Shifrin        | 5:12  |
| 10.    | Lost In America              | Wetton, Downes | 4:42  |
| 11.    | Please                       | Wetton, Downes | 4:49  |
| 12.    | Summer                       | Wetton, Downes | 4:05  |
| 13.    | We Move As One               | Wetton, Downes | 4:03  |
| 14.    | Christina (Live)             | Wetton         | 4:16  |

## Obsazení
- Geoffrey Downes – klávesy, programování
- John Wetton – sólová kytara, baskytara, zpěv
- Scott Gorham – kytara v „Kari-Ann“
- Francis Dunnery – kytara v „Kari-Ann“
- Mike Sturgis – bicí v „Kari-Ann“
- Agnetha Fältskog – zpěv v „We Move As One“[1]